# Ctenidien

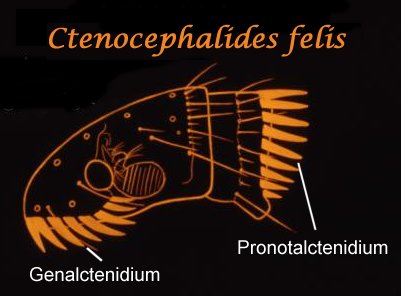
Ctenidien am Kopf eines Katzenflohs

Ctenidien (Ctenidia, Singular Ctenidium, von altgriechisch κτείς kteís (Genitiv: κτενός ktenós), deutsch ‚Kamm‘) ist ein Begriff für verschiedene Körperbildungen bei Wirbellosen.

## Weichtiere
Bei Weichtieren (Mollusken) sind Ctenidien ursprüngliche Atmungsorgane, welche bei den Schnecken (Gastropoden) nur noch bei einigen Arten in der Gruppe der Vorderkiemerschnecken zu finden sind. Es handelt sich um paarige Fiederkiemen aus jeweils einem Schaft mit mehreren Kiemenblättchen und befinden sich innerhalb der Mantelhöhle, wo sie für den Gasaustausch (zum Beispiel Sauerstoff) zuständig sind.

## Insekten
Bei parasitischen Insekten werden Borstenkämme als Ctenidien bezeichnet. Es handelt sich um Reihen borstenartiger Chitinbildungen, die das Zurückrutschen bei der Vorwärtsbewegung im Haarkleid verhindern. Ctenidien kommen bei Flöhen und Wanzen der Familie der Polyctenidae vor. Es wird unterschieden zwischen Genalctenidium (am Kopf) und Pronotalctenidium (auf dem Rücken).